# Jean-Lou Blachier
Pour les articles homonymes, voir Blachier.
Jean-Lou Blachier, est un entrepreneur français. Il est depuis 1988 le gérant de la société Promaxion sarl, holding dont le siège social est à Saint-Ouen-sur-Seine et qui a comme activité principale la création et la distribution de produits industriels.
Il est le vice-président délégué de la Confédération des petites et moyennes entreprises (CPME) nationale (ex-CGPME) et Président du Groupement du Patronat Francophone. Il est également professeur associé à l’IEE de l’Université Paris-VIII.

## Biographie
Jean-Lou Blachier est né à Lyon. Il est le fils de  François Blachier, ingénieur chimiste et de Mme, née Georgette Demars. Il est marié et a deux enfants.
Il est diplômé de l’Institut supérieur du commerce de Paris et est titulaire d’un DEA en philosophie.
Il fut de 1975 à 1979 Président des Jeunes Européens, mouvement qui a comme objectif de promouvoir l’Europe auprès des jeunes et favoriser les initiatives intra-européennes.

### Parcours professionnel

#### Médiateur des Marchés Publics
Il fut nommé en 2012 par décret du Président de la République, François Hollande, Médiateur des Marchés Publics auprès du Ministre du redressement productif et de la Ministre déléguée chargée des petites et moyennes entreprises, de l’innovation et de l’économie numérique, puis auprès du Ministre de l’Economie,. Il occupera ce poste jusqu’en 2016. Dans son rapport , il prône un plus grand dialogue et une meilleure écoute entre les acteurs publics et les entreprises, notamment pour anticiper les besoins des PME et éviter des conflits futurs. Dans ce cadre, il rédigera également un rapport de préconisations sur le secteur de la santé nommé Faire de la commande publique un vrai moteur de croissance des achats hospitaliers innovants . Lors de son audition devant la Commission des Affaires étrangères, il souligna la nécessité de la mise en place d'un Small Business Act sur le modèle américain pour soutenir les petites entreprises en France.

#### Mission ré-industrialisation par l’innovation
De mai 2016 à mai 2017, il fut le chef de la Mission ré-industrialisation par l’innovation, auprès d’Emmanuel Macron, alors Ministre de l’Economie et des Finances. Au terme de la mission, il formulera douze propositions dans son rapport pour prôner la réindustrialisation de la France par l'innovation.

#### Autres mandats actuels
Jean-Lou Blachier est conseiller du Commerce Extérieur de la France. Il est depuis 2012 Président Honoraire d’UCAPLAST (Union des Syndicats des PME du Caoutchouc et de la Plasturgie), après en avoir été le Président de 2003 à 2012. Il est depuis 2013 membre du bureau de la CCFI (Chambre de Commerce France Israël) et depuis 2018 membre du bureau de la CCFA (Chambre de Commerce Franco-arabe).

### Engagement syndical

#### CPME
En février 2015, Jean-Lou Blachier a été élu vice-président délégué de la Confédération des petites et moyennes entreprises .
Il a rejoint la CPME en 2000 (à l’époque CGPME) en tant que vice-président de la CGPME nationale, chargé des affaires internationales et européennes, poste qu’il occupera jusqu’à 2003. Il devient en 2004 membre du bureau confédéral de la CGPME puis en 2007 président de la CGPME Seine-Saint-Denis.

#### Groupement du patronat francophone
En 2018, Jean-Lou Blachier est nommé Président du Groupement du Patronat Francophone, l’union des patrons des pays francophones et francophiles. Lors du Forum économique organisé par le GPF à Dakar en avril 2019 sous le patronage du Président sénégalais Macky Sall, il déclarera à propos de la francophonie « La langue française est un formidable vecteur pour créer des ponts commerciaux entre les peuples, francophones et francophiles ».

#### Fonctions passées
Jean-Lou Blachier fut Président de l’UTPMI (Union Territorial des Petites et Moyennes Industries) de 2005 à 2015.
De 2005 à 2015, il fut chargé de mission auprès du Président de l’Université de Paris VIII pour l’insertion professionnelle.
En 2016 il a participé à la création du mouvement politique La Transition qui a soutenu par la suite la candidature d'Emmanuel Macron à la Présidence de la République en 2017.

## Distinction
- Officier de la Légion d'honneur (décret du 31 décembre 2020)[13],[14]